# برمانا
برمانا هي إحدى القرى اللبنانية من قرى قضاء المتن في محافظة جبل لبنان. قع على ارتفاع 750 متراً عن سطح البحر وتبعد عن العاصمة بيروت 20 كيلومتراً. تعدّ منطقة سياحية جدا وتجذب الكثير من السياح وخصوصا الخليجيين منهم. وتتميز المنطقة بجوها العليل في الصيف والبارد شتاء. ويحدها من الغرب منطقة بيت مري. وتكثر فيها المطاعم والشقق والفنادق السياحية. تعدّ مركزاً تربوياً أساسياً في المنطقة، وقد اشتهرت فيها «مدرسة برمانا العالية» التي تأسست العام 1788 بمستوى تعليمي رفيع وخرّجت نخبة من الشخصيات اللبنانية والعربية التي برعت في مجالات عدّة منها السياسة والاقتصاد والتجارة، بالإضافة إلى الفكر والأدب والعلوم.
برمانا هي موطن لعدد من الجماعات الدينية اللبنانية، حيث يشكل المسيحيون الغالبية السكانية، ومعظمهم من أتباع الكنيسة الأرثوذكسية الشرقية والكنيسة المارونية والكنيسة اللاتينية، ويشكل الموحدون الدروز أقلية ملحوظة. المدينة هي أيضاً موطن لمنازل صيفية للسياح من الشرق الأوسط.

## معرض صور

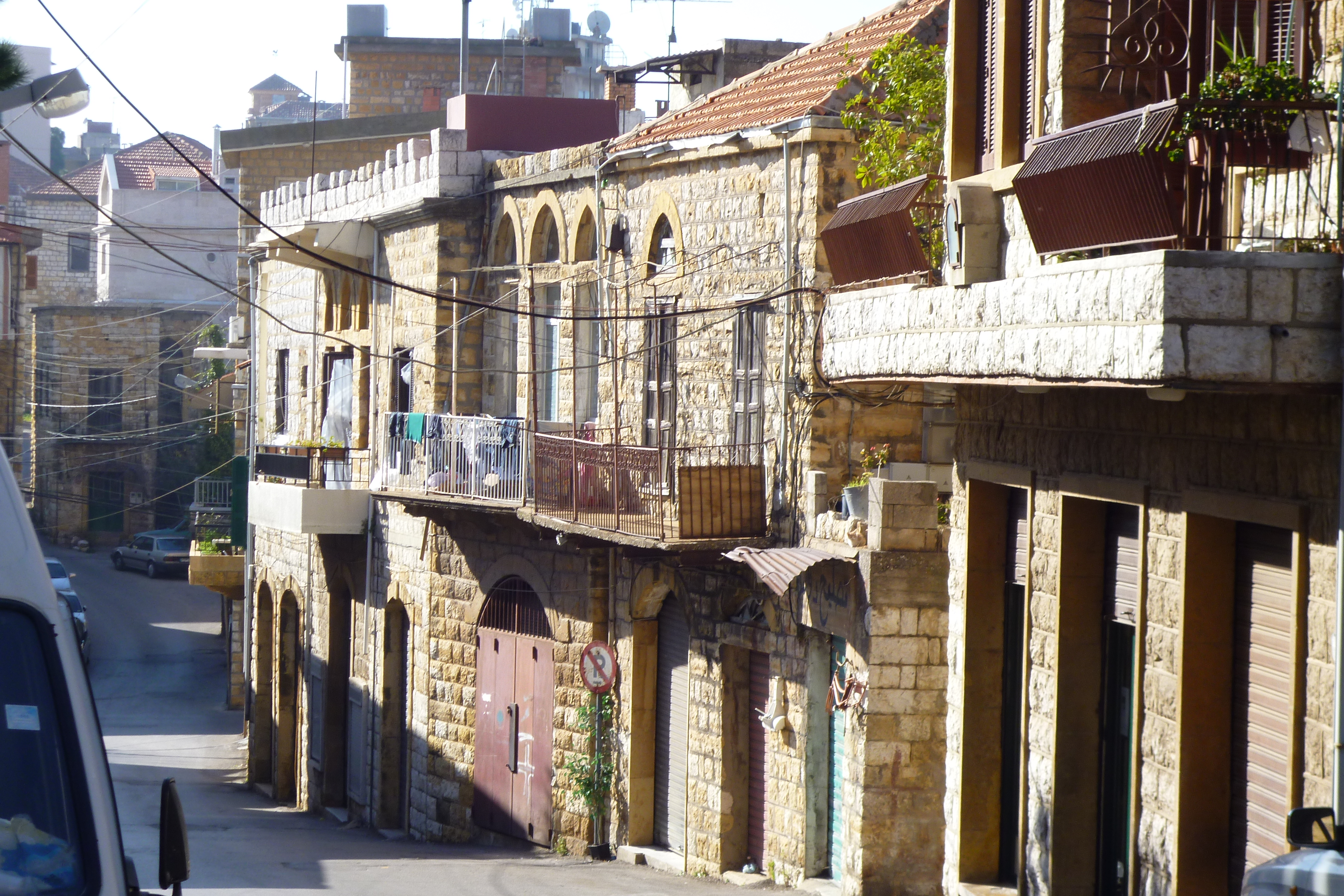
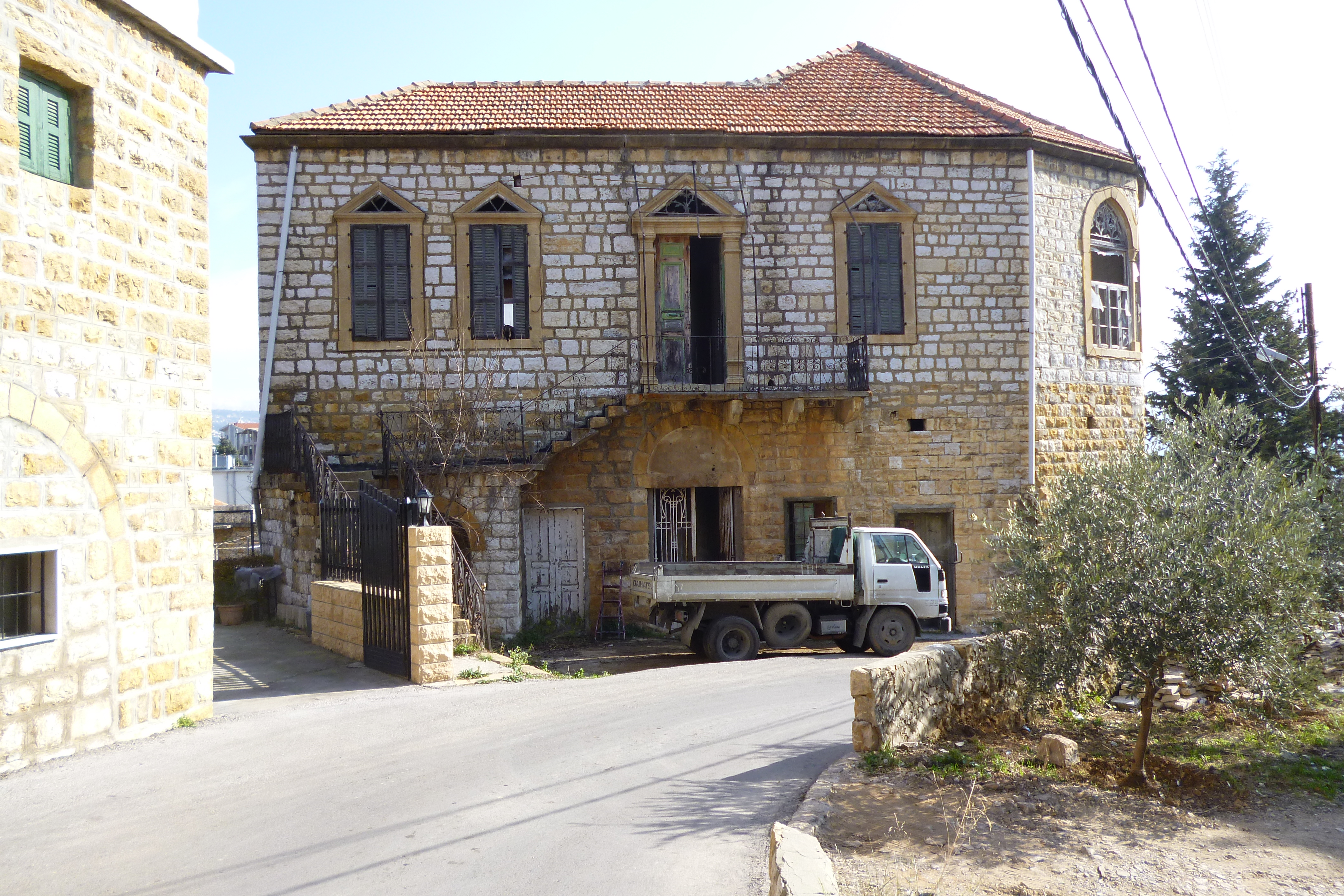
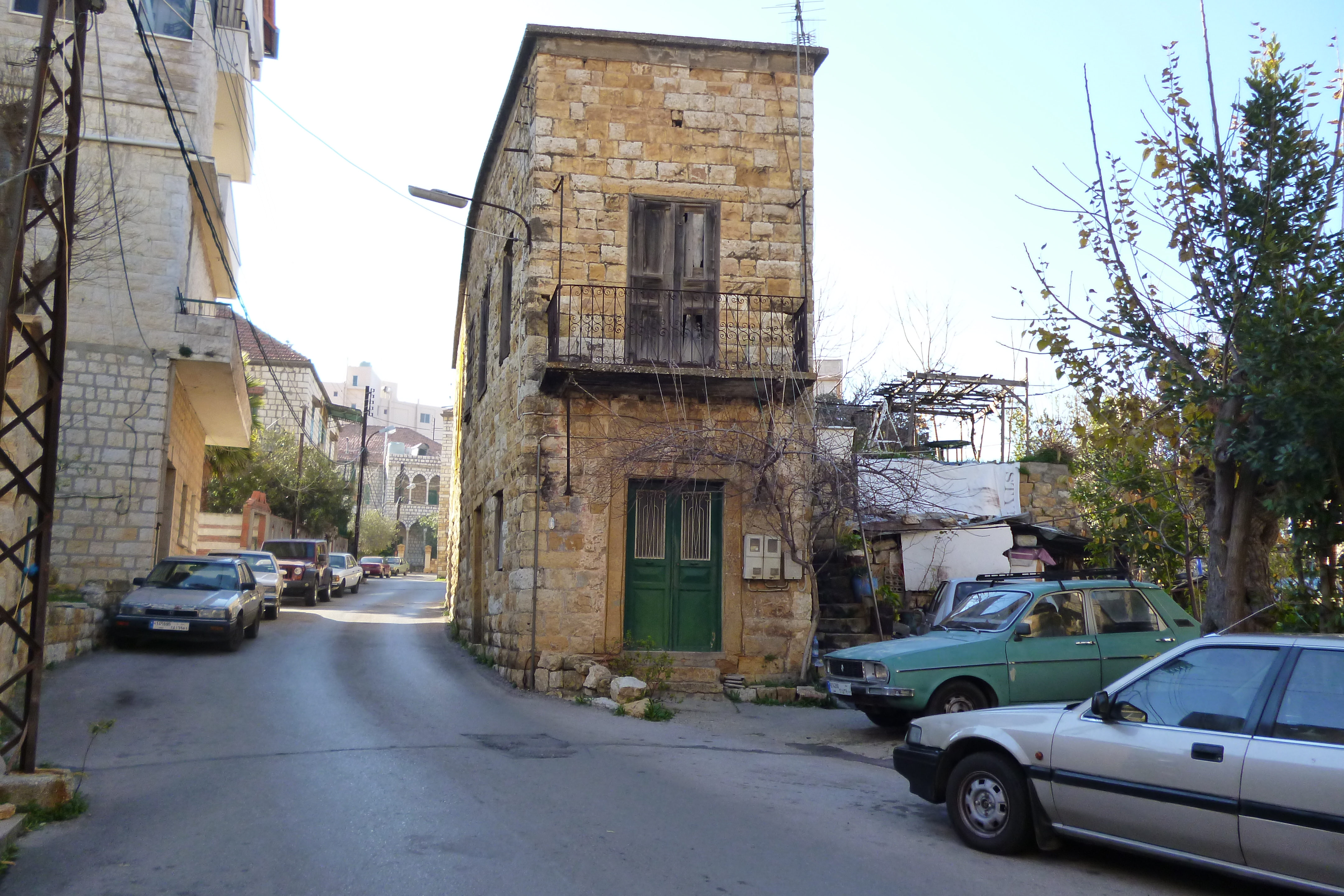
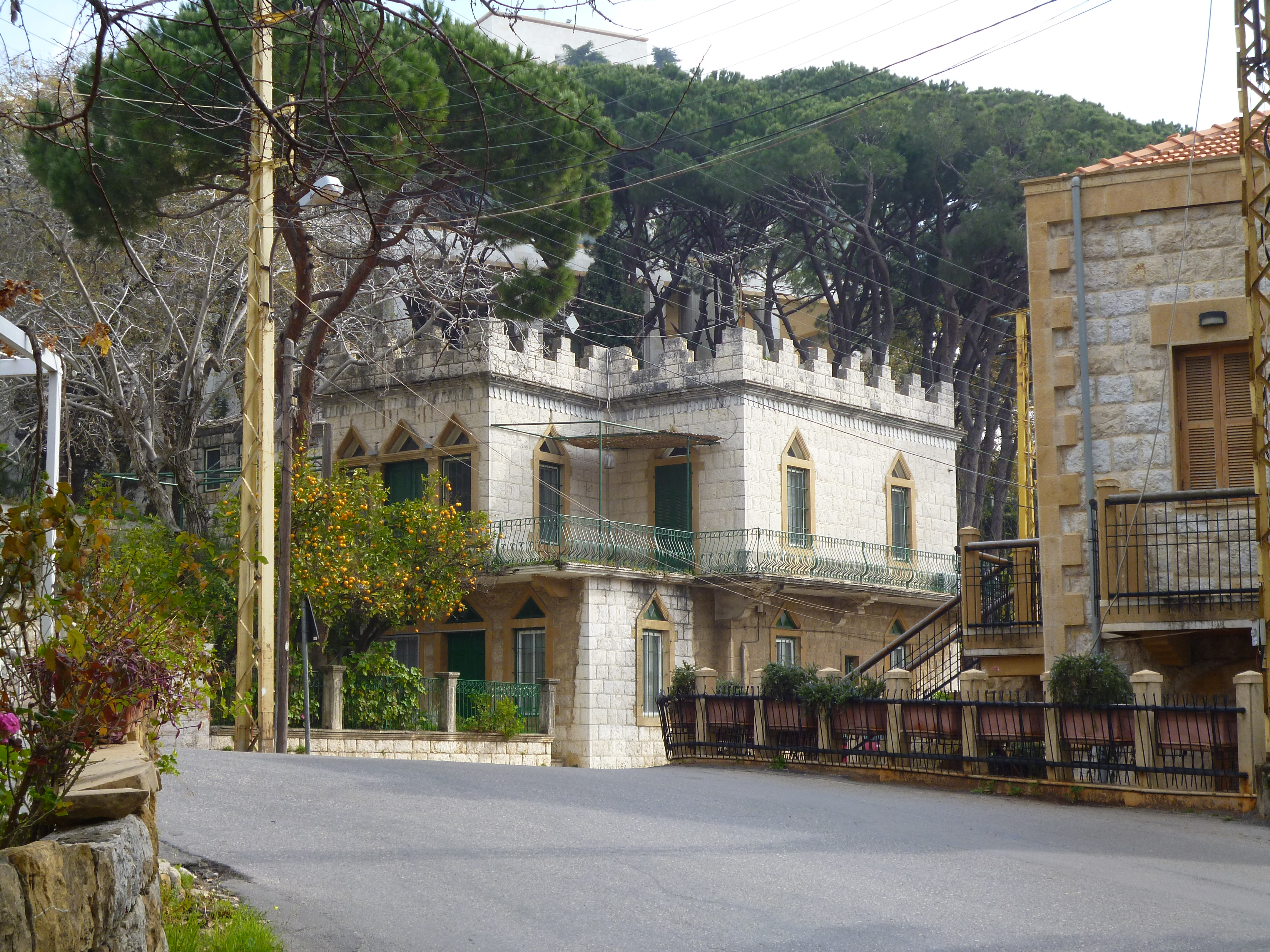

## أعلام
- ليديا كنعان
- إبراهيم نجم الأسود
- رئيف أبي اللمع
- باسيل طراد